# Ранні корейські королівства
Термін Ранні корейські королівства (кор. 원삼국시대) відноситься до періоду в історії Кореї після падіння Кочосону та перед початком домінування Когурьо, Пекче і Сілла.

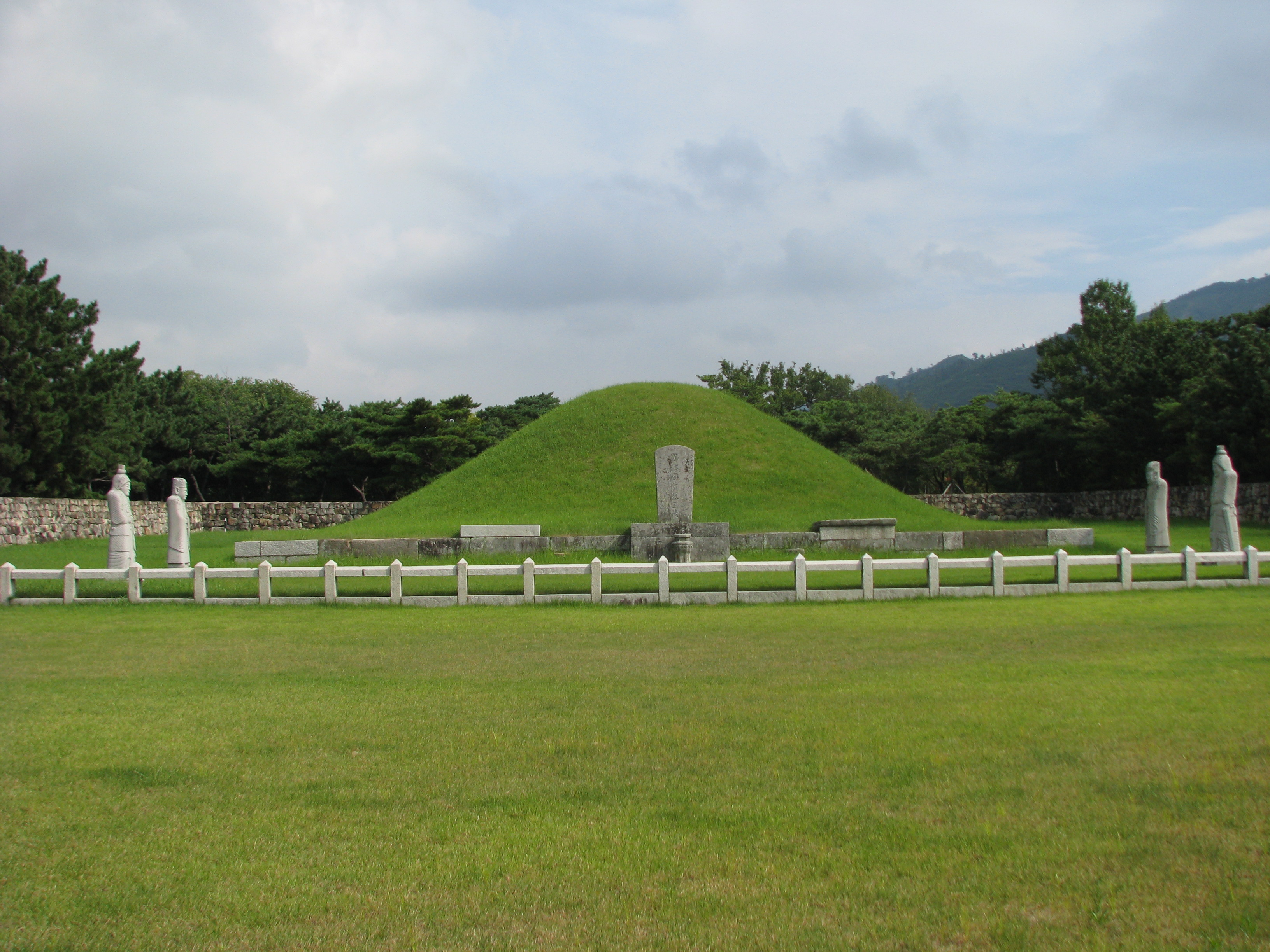
Могила Суро

Це період між падінням Давнього Кочосону у 108 році до н. е. та падінням Чотирьох китайських округів у 313 році. У південнокорейській історіографії він має назву Самхан. Наприкінці цього періоду на півночі утворилася Імперія Когурьо а на півдні — держави Пекче, Сілла та племінний союз Кая.

## Історія
Після того, як племінний союз Кочосон у 108 році до н. е. був зруйнований китайською династією Хань, його територія а також прилеглі її ділянки потрапили під контроль Імперії Хань, унаслідок чого були утворені Чотири ханьських округи.
Окрім цих округів своє існування продовжили такі племінні союзи, як Пуйо, Махан, Пьонхан, Чін, Окчо, Східне Окчо та Веймо.
Згодом виникла держава Когурьо, офіційна дата виникнення якої — 37 рік до н. е., однак перший правитель цієї держави — Юрі помер у 18 році нашої ери.
У 313 році Когурьо завоювало останній із чотирьох китайських округів Лелан.

## Самхан

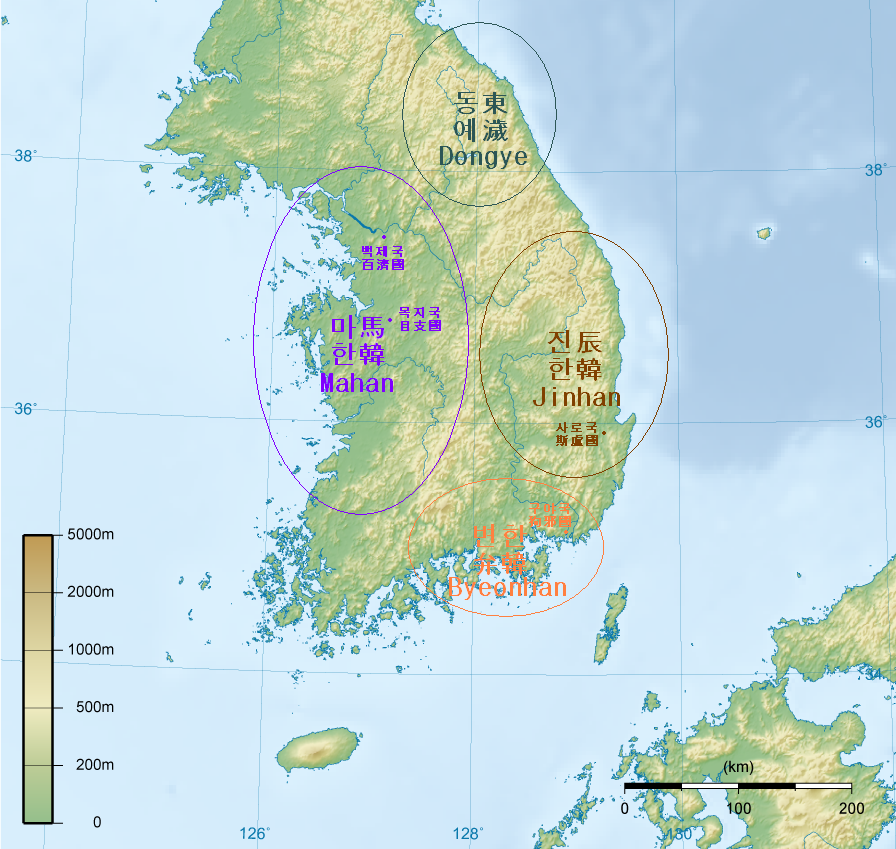
Самхан

У південнокорейській історіографії існує поняття — Самха́н (кор. 삼한), Три Хани, тобто три племінних союзи — Махан, Чін і Пьонхан. Сформовані у 1950 році союзи додали у свої назви ієрогліф 韓 з назви Корейської Імперії 大韓帝國, що означає південнокорейська нація (українською звучить «корейці»; у різних країнах різна самоідентифікація: у Південній Кореї — хангук, у Північній Кореї — чосони, у Китаї — чосонджок, а у Росії — корьо сарам).
Слово «сам» (三) означає «три», особливе число у корейській нумерології, а «хан» корейською означає «великий» або «лідер». «Хан» китайською записується ієроглфом 韓. Назви племінних союзів походять із сучасної назви Південної Кореї, 大韓民國 «Теханмінгук» («Велика Нація народу Хан»).
Історично немає ніяких засад відділяти ці три плем'я від інших протокорейських племен і держав. У часи їхнього існування вони не ідентифікували себе як спільний союз. Окрім того на терені сучасної Південної Кореї був і четвертий племінний союз — Веймо. Однак число Чотири є символом смерті у корейській нумерології, а також не відповідає китайській концепції «Трьох царств». Тому воно було виключене зі списку племінних союзів Самхан 三韓 .

## Культура
Важливою особливістю цього періоду історії Кореї був початок широкого застосування бронзи та поступовий перехід до заліза. Зазвичай трапляються такі археологічні знахідки, як зброя та сільськогосподарське знаряддя.

## Торгівля
Торгівля ранніх держав описана у Саньґочжи («Хроніка трьох царств»). Згідно із цим документом існував канал поставки заліза, отриманого поблизу Лолану, Північного Вею та річки Нактонган. Контакти з культурами басейну річки Нактонган підтверджені археологічними знахідками із Китаю, Вею і Маньчжурії.
У південній частині Корейського півострова знаходять китайські бронзові дзеркала, ритуальні бронзові триножники, прикраси та китайські монети.
Монети та коштовності династії Хань знаходять по всьому півострову, що свідчить про розвинену систему торгівлі. Основними предметами експорту були залізо та шовк. Після другого століття нашої ери, коли китайський вплив ослаб, металеві бруски стали своєрідною валютою у торгівлі між Чінханом і Пьонханом.
Окрім Китаю, торговельні зв'язки були налагоджені також і з Японією. Зазвичай ці зв'язки охоплювали обмін корейського зерна, самоцвітів агатів та яшми, шерсті та шкур тварин на японські вироби з бронзи та перлів.